# The Well
The Well — сольний студійний альбом американського виконавця на губній гармоніці Чарлі Масселвайта, реліз відбувся 2010 року на лейблі Alligator Records.
Запис альбому відбувався на студії Sunset Sound, Голлівуд та The Compound, Лонг-Біч, Каліфорнія. Вперше після запису альбому In My Time (1993) Масселвайт повернувся до лейблу Alligator. The Well — це перший альбом у музичній кар'єрі Масселвайта, в якому йому належить авторство кожного з тринадцяти треків. Це дуже особистий та емоційний цикл автобіографічних пісень, що розповідають про конкретні події з життя виконавця. В створенні альбому взяла участь друг Масселвайта вокалістка Мевіс Степлс.
2010 року альбом номінувався на премію «Греммі» в категорії «Найкращий традиційний блюзовий альбом». До щорічної 32-ї церемонії вручення премії Blues Music Awards альбом The Well був номінований в категоріях «Альбом року» та «Найкращий традиційний блюзовий альбом». Композиція «Sad and Beautiful World» з цього альбому номінувалася на «Пісню року».

## Список композицій
| Трек | Назва                     | Автори                    | Тривалість |
| ---- | ------------------------- | ------------------------- | ---------- |
| 1    | «Rambler's Blues»         | Чарлі Масселвайт          | 3:45       |
| 2    | «Dig The Pain»            | Чарлі Масселвайт, Зої Вуд | 2:23       |
| 3    | «The Well»                | Чарлі Масселвайт          | 3:18       |
| 4    | «Where Hwy 61 Runs»       | Чарлі Масселвайт          | 4:24       |
| 5    | «Sad and Beautiful World» | Чарлі Масселвайт          | 3:39       |
| 6    | «Sonny Payne Special»     | Чарлі Масселвайт          | 2:22       |
| 7    | «Good Times»              | Чарлі Масселвайт          | 3:28       |
| 8    | «Just You, Just Blues»    | Чарлі Масселвайт          | 3:59       |
| 9    | «Cadillac Women»          | Чарлі Масселвайт          | 4:08       |
| 10   | «Hoodoo Queen»            | Чарлі Масселвайт          | 4:09       |
| 11   | «Clarksdale Getaway»      | Чарлі Масселвайт          | 4:13       |
| 12   | «Cook County Blues»       | Чарлі Масселвайт          | 3:38       |
| 13   | «Sorcerer's Dream»        | Чарлі Масселвайт          | 4:10       |

## Виконавці
- Чарлі Масселвайт — губна гармоніка, вокал, гітара
- Джон Базз — бас-гітара, контрабас
- Дейв Гонзалес;— гітара, вокал
- Стівен Годжес — барабани, перкусія
- Мевіс Степлс — вокал

- Продюсер — Кріс Голдшмит